# Caproni Ca.400
Il Caproni Ca.400 è stato un progetto dell'ing. Giovanni Pegna e dello "Studio brevetti Gruppo Caproni" di un aereo bimotore metallico da bombardamento. Progetto studiato nella seconda metà degli anni trenta per le Officine Reggiane, si caratterizzava per la somiglianza al Piaggio P.32 progettato dello stesso Pegna, fatta salva per la presenza di una deriva posteriore singola anziché doppia.
La motorizzazione prevista consisteva in due Isotta Fraschini XI RC 40 12 cilindri a V di 60° raffreddati a liquido; o anche, come alternativa, di due motori di tipo stellare.
L'apertura alare prevista era di 20 metri e la lunghezza di 16,60 metri.